# Enterolobium ellipticum
Enterolobium ellipticum, conhecido popularmente como favela-branca, angico-de-minas, angico-vermelho-do-campo, brinco-de-sagui, orelha-de-negro e sene, é uma árvore pequena da família das fabáceas. Possui flores branco-amareladas, com uma pétala. Como todas as fabáceas, possui vagens. A madeira é dura e apropriada para a marcenaria.

## Etimologia
"Angico-de-minas" é uma referência ao estado de Minas Gerais, no Brasil. "Brinco-de-sagui" é uma referência às flores ou às vagens da espécie, que, fantasiosamente, poderiam ser usadas como brincos por saguis. "Orelha-de-negro" é uma referência às vagens curvadas da espécie, que se assemelhariam a orelhas de negros. "Sene" provém do árabe sana.